# Key 17
Der Typ Key 17, auch Keyship 17, ist ein Semicontainerschiffstyp der Seebeckwerft in Bremerhaven.

## Geschichte
Der Schiffstyp wurde Ende der 1970er Jahre auf Basis des sehr erfolgreichen Typ Seebeck 36L konzipiert. Die Schiffe der Baureihe sind als universell einsetzbare Semicontainerschiffe für die große Fahrt ausgelegt. Um den veränderten Rahmenbedingungen gerecht zu werden, passte man den Key 17 durch einen höheren Decksöffnungsgrad an den Containertransport an und legte die Schiffe für eine etwas höhere Geschwindigkeit als beim Vorgänger aus. Der Typ Key 17 wurde in zwei Einheiten von der singapurischen Reederei Highsea Steamship Limited geordert.
Die Bezeichnung Key 17 ist an den Bremer Schlüssel angelehnt, wobei das nachgestellte 17 für die Tragfähigkeit von rund 17.000 Tonnen steht.

## Technische Einzelheiten
Die Key-17-Schiffe haben achtern angeordnete Aufbauten und vier Laderäume mit Zwischendeck. Die Lukendeckel sind vom Typ MacGregor. Als eigenes Ladegeschirr kamen fünf Schwingladebäume mit 22 Tonnen Kapazität zum Einbau.
Der Hauptmotor war ein MaK Mu 552 Viertakt-Dieselmotor, der über ein Reduziergetriebe auf den Festpropeller wirkte. Es stand kein Bugstrahlruder zur Unterstützung der An- und Ablegemanöver zur Verfügung.

## Die Schiffe (Auswahl)
| Schiffsname       | Baunummer | IMO-Nummer | Ablieferung | Auftraggeber                        | Spätere Namen und Verbleib |
| ----------------- | --------- | ---------- | ----------- | ----------------------------------- | --- |
| Highsea Splendour | 1036      | –          | 1982        | Highsea Steamship Limited, Singapur | – |
| Highsea Success   | 1037      | 8104656    | 1982        | Highsea Steamship Limited, Singapur | 1983 Indian Highsea Success, 1984 Farnham, 1986 Marine Blue, 1995 Marine Confidence, 2001 Darya Rashmi, 2004 Ristakez, 2005 Chang Le Men, am 7. September 2007 mit verrutschter Eisenerzladung vor Mangalore auf den Strand gesetzt und am 13. September geborgen, ab 24. November 2011 in Bombay verschrottet |